# Shingo Morita
Shingo Morita (森田 真吾 Morita Shingo?, nacido el 9 de diciembre de 1978 en Kochi) es un exfutbolista japonés. Jugaba de defensa y su último club fue el Tonan Maebashi de Japón.

## Trayectoria

### Clubes
| Club            | País   | Año         |
| --------------- | ------ | ----------- |
| Yokohama FC     | Japón  | 2001 - 2002 |
| TDK             | Japón  | 2003        |
| FK Rad Belgrado | Serbia | 2004        |
| Mito HollyHock  | Japón  | 2004 - 2005 |
| Ventforet Kofu  | Japón  | 2006        |
| Tonan Maebashi  | Japón  | 2007 - 2011 |